# Дубівська селищна рада (Тячівський район)
Дубівська се́лищна ра́да — адміністративно-територіальна одиниця та орган місцевого самоврядування в Тячівському районі Закарпатської області. Адміністративний центр — селище міського типу Дубове.

## Загальні відомості
- Населення ради: 11 096 осіб (станом на 2001 рік)

## Населені пункти
Селищній раді підпорядковані населені пункти:
- смт Дубове
- с. Вишній Дубовець
- с. Нижній Дубовець

## Склад ради
Рада складається з 32 депутатів та голови.
- Голова ради: Каганець Денис Васильович
- Секретар ради: Зейкан Оксана Іванівна

### Керівний склад попередніх скликань
| Прізвище, ім'я, по батькові | Основні відомості                                                        | Дата обрання | Дата звільнення |
| --------------------------- | ------------------------------------------------------------------------ | ------------ | --------------- |
| Руснак Юрій Юрійович        | Селищний голова, 1956 року народження, безпартійний                      | 26.03.2006   | 31.10.2010      |
| Носа Василь Михайлович      | Селищний голова, 1957 року народження, освіта вища, член Партії регіонів | 31.10.2010   |                 |

Примітка: таблиця складена за даними сайту Верховної Ради України

### Депутати
За результатами місцевих виборів 2010 року депутатами ради стали:

#### За суб'єктами висування
| Суб'єкт висування | Кількість обраних депутатів | %   |
| ----------------- | --------------------------- | --- |
| Самовисування     | 32                          | 100 |

#### За округами
| № округу | Прізвище, ім'я, по батькові | Дата визнання обраним | Освіта             | Партійна приналежність             | Відомості про обраного депутата                                             |
| -------- | --------------------------- | --------------------- | ------------------ | ---------------------------------- | --------------------------------------------------------------------------- |
| 1        | Ребар Ганна Михайлівна      | 04.11.2010            | середня спеціальна | позапартійна                       | клуб с. Нижній Дубівець, директор                                           |
| 2        | Мезей Дмитро Михайлович     | 04.11.2010            | середня            | член Партії регіонів               | пенсіонер                                                                   |
| 3        | Сойма Марія Юріївна         | 04.11.2010            | середня            | позапартійна                       | тимчасово не працює                                                         |
| 4        | Курман Сергій Вікторович    | 04.11.2010            | вища               | позапартійний                      | Закарпатський машинобудівний технікум, заступник директора                  |
| 5        | Магей Михайло Юрійович      | 04.11.2010            | вища               | позапартійний                      | районна лікарня № 1, лікар-хірург                                           |
| 6        | Вурста Сергій Михайлович    | 04.11.2010            | незакінчена вища   | член Партії регіонів               | приватний підприємець                                                       |
| 7        | Мотринець Василь Юрійовичу  | 04.11.2010            | середня спеціальна | позапартійний                      | КП ДПВ, директор                                                            |
| 8        | Білега Ігор Миколайович     | 04.11.2010            | вища               | позапартійний                      | Дубівська районна лікарня № 2, лікар-невролог                               |
| 9        | Руснак Василина Юріївна     | 04.11.2010            | вища               | позапартійна                       | будинок культури, директор                                                  |
| 10       | Дзябко Іван Іванович        | 04.11.2010            | вища               | член Партії регіонів               | АТТ ЗВВО, директор                                                          |
| 11       | Піцур Микола Юрійович       | 04.11.2010            | середня            | член Партії регіонів               | приватний підприємець                                                       |
| 12       | Інгатишин Олег Михайлович   | 04.11.2010            | середня спеціальна | позапартійний                      | Дубівська загальноосвітня школа І-ІІІ ст., лікар-стоматолог                 |
| 13       | Балабан Михайло Васильович  | 04.11.2010            | середня спеціальна | позапартійний                      | приватний підприємець                                                       |
| 14       | Піцур Михайло Іванович      | 04.11.2010            | вища               | позапартійний                      | КЗСММД, фельдшер швидкої допомоги                                           |
| 15       | Дьолог Микола Юрійович      | 04.11.2010            | середня            | позапартійний                      | Дубівське виробниче управління житлово-комунального господарства, електрик  |
| 16       | Сойма Іван Іванович         | 04.11.2010            | незакінчена вища   | позапартійний                      | ТзОВ «Восход», директор                                                     |
| 17       | Маркусь Ганна Миколаївна    | 04.11.2010            | вища               | позапартійна                       | Дубівська селищна рада, головний бухгалтер                                  |
| 18       | Обриський Василь Дмитрович  | 04.11.2010            | середня спеціальна | позапартійний                      | Дубівська селищна рада, землевпорядник                                      |
| 19       | Піцур Михайло Ілліч         | 04.11.2010            | вища               | позапартійний                      | ЗВВО філія «Інструментальний завод», директор                               |
| 20       | Магула Іван Іванович        | 04.11.2010            | середня спеціальна | член Соціалістичної партії України | пенсіонер                                                                   |
| 21       | Лукач Іван Васильович       | 04.11.2010            | вища               | позапартійний                      | тимчасово не працює                                                         |
| 22       | Бережник Василь Михайлович  | 04.11.2010            | середня            | позапартійний                      | приватний підприємець                                                       |
| 23       | Савула Іван Іванович        | 04.11.2010            | вища               | позапартійний                      | Дубівське виробниче управління житлово-комунального господарства, начальник |
| 24       | Трайтлі Юрій Йосипович      | 04.11.2010            | вища               | член Партії регіонів               | ТзОВ «Лісокомбінат Дубове», директор філії                                  |
| 25       | Каганець Денис Васильович   | 04.11.2010            | вища               | позапартійний                      | ТОВ «Кік», директор                                                         |
| 26       | Цубера Іван Юрійович        | 04.11.2010            | середня            | позапартійний                      | тимчасово не працює                                                         |
| 27       | Цубера Василь Васильович    | 04.11.2010            | незакінчена вища   | член Партії регіонів               | тимчасово не працює                                                         |
| 28       | Носа Іван Петрович          | 04.11.2010            | вища               | позапартійний                      | Тячівський районний центр зайнятості, заступник директора                   |
| 29       | Попович Марія Миколаївна    | 04.11.2010            | середня спеціальна | позапартійна                       | приватний підприємець                                                       |
| 30       | Зейкан Оксана Іванівна      | 04.11.2010            | незакінчена вища   | позапартійна                       | Дубівська селищна рада, секретар                                            |
| 31       | Шеверя Віктор Іванович      | 04.11.2010            | вища               | позапартійний                      | Закарпатський машинобудівний технікум, викладач                             |
| 32       | Омелян Іван Васильович      | 04.11.2010            | середня            | член Партії регіонів               | тимчасово не працює                                                         |